# Kożangródek

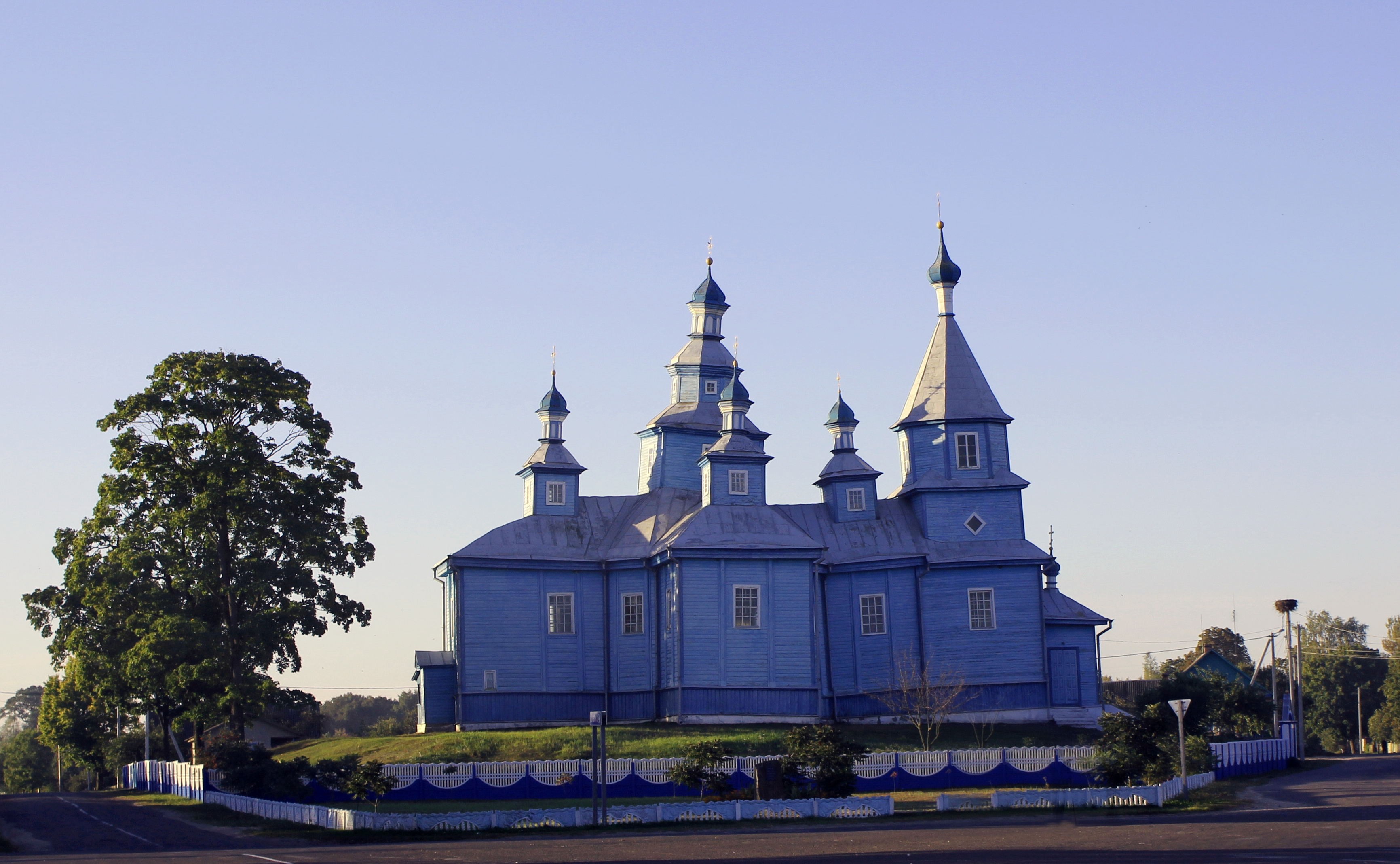
Cerkiew św. Mikołaja Cudotwórcy w Kożangródku z 1818 fundacji Józefa i Tekli z ks. Druckich-Lubeckich Niemirowiczów-Szczyttów

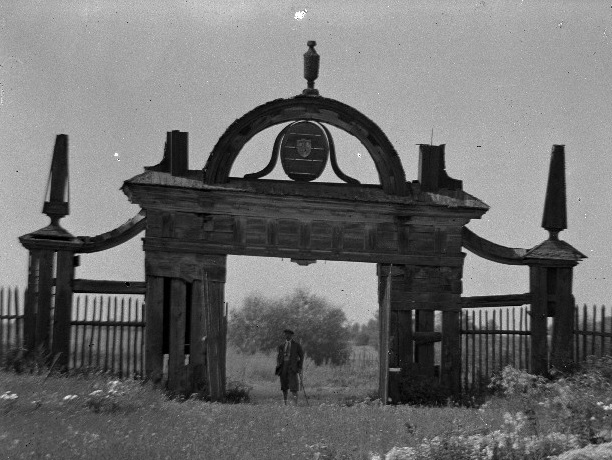
Ocalała z pożaru barokowa brama niegdyś wiodąca do pałacu Niemirowiczów-Szczyttów w Kożangródku. Zdjęcie z lat 30. XX w.

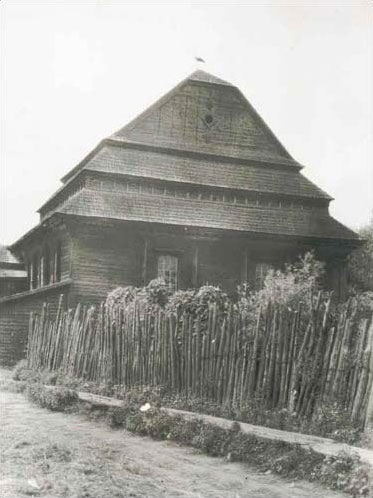
Synagoga w Kożangródku. Zdjęcie z 1916

Kożangródek, Korzangródek (biał. Кажан Гарадок) – agromiasteczko na Białorusi, w rejonie łuninieckim obwodu brzeskiego, na Polesiu, dawniej miasto i centrum klucza kożangródzkiego.
Siedziba parafii prawosławnej pw. św. Mikołaja Cudotwórcy.
Prywatne miasto szlacheckie położone było w końcu XVIII wieku w powiecie nowogródzkim województwa nowogródzkiego. Po rozbiorach Rzeczypospolitej w Imperium Rosyjskim, w latach 1920–1939 w granicach II Rzeczypospolitej w województwie poleskim. Za II RP miejscowość była siedzibą wiejskiej gminy Kożangródek.
W latach 1939–1991 w granicach Białoruskiej SRR i obecnie w granicach Białorusi.

## Historia
Pierwsza wzmianka o miejscowości pochodzi z 1493. Nazywany wówczas Horodźcem, wchodził w skład majątku Łachwa, należącego do wojewody trockiego Piotra Janowicza Montygerdowicza. Następnie przeszedł w ręce jedynej córki Piotra – Zofii, żony hetmana wielkiego litewskiego Stanisława Kiszki, i ich potomków. W 1613 podskarbi wielki WKL Mikołaj Stanisławowicz Kiszka sprzedał dobra kożangródzkie, obejmujące oprócz miasta z dworem m.in. wsie Rokitnę, Cnę, Jazwinki, Bostyń, Brodnicę, Wielutę, Dworzec, Drecką dolinę, Wiazyń i in., marszałkowi brasławskiemu Jerzemu Samsonowi Podbereskiemu, działaczowi kalwińskiemu. Podberescy stosunkowo krótko (ok. 30 lat) władali Kożangródkiem. Wdowa po Jerzym, Dorota z Zawiszów, w 1635 wybudowała w Kożangródku zbór kalwiński. Poprzez małżeństwo (1639) ich córki Elżbiety (I v. za cześnikiem w. lit. Władysławem Dorohostajskim) ze starostą krzepickim Teodorem Karolem hr. Tarnowskim dobra kożangródzkie przechodzą do rodziny Tarnowskich. Pod koniec XVII w. w wyniku małżeństwa wdowy po Piotrze Stanisławie hr. Tarnowskim (wnuku Teodora Tarnowskiego), Anny z Kieżgajło-Zawiszów, z kasztelanem smoleńskim Krzysztofem Benedyktem Niemirowiczem-Szczyttem dobra stają się własnością Niemirowiczów-Szczyttów.
Dobra kożangródzkie pozostawały nieprzerwanie w rękach Niemirowiczów-Szczyttów niemal 250 lat (do inwazji sowieckiej na Polskę w 1939). Ze względu na ich dominujący charakter cały region nazywano „Szczyttowszczyzną”. Po Annie i Krzysztofie Niemirowiczach-Szczyttach Kożangródek odziedziczył ich syn Jan Krzysztof. W II połowie XVIII wieku dobra kożangródzkie Niemirowiczów-Szczyttów obejmowały miasto Kożangródek ze wsiami: Rokitna, Cna, Jazwinki, Wiazyn, Dworzec, Boronica (Brodnica), Wole, Drepska Dolina, Bostyń, Wełuta, Korniż i prawdopodobnie folwark Nowosiółki. Jan Krzysztof i jego żona kasztelanka połocka Ludwika z Paców Niemirowiczowie-Szczyttowie zasłużyli się jako najwięksi fundatorzy i mecenasowie w historii ziemi łuninieckiej. Ufundowali w swoich dobrach trzy świątynie: Cerkiew Piatnicką w Bostyniu (1750), Św. Trójcy w Wiczynie (1756) i w Jaźwinkach (1759).
W I poł. XVIII w. w Kożangródku Niemirowiczowie-Szczyttowie wznieśli barokowy pałac, w całości bądź częściowo piętrowy, w którym działał nadworny teatr. Pałac spłonął w poł. XIX w., jednak brama wjazdowa do rezydencji zachowała się do 1939.
Kolejnym właścicielem został ich syn Krzysztof Niemirowicz-Szczytt (zm. 1790) ożeniony z Józefą hr. Butlerówną, a po nich ich syn Józef Niemirowicz Szczytt (ur. ok. 1769–zm. przed 1833), marszałek dawidgródzki i mozyrski. Marszałek Józef Niemirowicz Szczytt (ur. ok. 1769–zm. przed 1833) wraz z drugą żoną, Teklą z ks. Druckich-Lubeckich, ufundował w Kożangródku w 1818 cerkiew unicką pw. św. Mikołaja Cudotwórcy (zachowaną do czasów współczesnych, obecnie jest to świątynia prawosławna). Następnie dobra odziedziczył ich jedyny syn Krzysztof, ożeniony z Ewą Karaffa-Korbutt, a po nim jego syn Iścisław Niemirowicz-Szczytt.
W poł. XIX w. Niemirowiczowie-Szczyttowie wybudowali po przeciwnej stronie dawnego dziedzińca pałacowego duży dwór drewniany, w środkowej części piętrowy, z czterokolumnowym portykiem. Znajdowała się w nim m.in. kolekcja sztychów angielskich i francuskich. Dwór otoczony był parkiem w stylu angielskim, poprzecinany kanałami.
Klucz kożangródzki w poł. XIX w. liczył ok. 25 tys. ha. Po śmierci Krzysztofa Niemirowicza-Szczytta został podzielony pomiędzy jego synów na trzy mniejsze fortuny:
- Kożangródek z Cną i Drebskiem otrzymał Iścisław Niemirowicz-Szczytt (1861-1925), który w 1892 r. poślubił Aleksandrę Mogilnicką herbu Lubicz, córkę Michała i Klementyny z Ursyn-Niemcewiczów (wnuczki brata Juliana Ursyna-Niemcewicza), byłych właścicieli majątku Jelonka pod Kamieńcem Litewskim[7][8][9][10];
- Dworzec z Wólką i Teresinem otrzymał Kazimierz Niemirowicz-Szczytt (1860-1924), absolwent Instytutu Technologicznego w Petersburgu (1884), działacz rolniczy i społeczny na pińszczyźnie m.in. organizator wystaw rolniczych, radny komisji gub. mińskiej i pow. pińskiego ds. gospodarki ziemskiej, sędzia honorowy przy Sądzie Okręgowym w Pińsku[11][12][13][14][15]. Kazimierz Niemirowicz-Szczytt nie założył rodziny, a spadkobiercą swoich dóbr uczynił swego bratanka Krzysztofa Niemirowicza-Szczytta (syna Iścisława i Aleksandry z Mogilnickich)[16].
- Nowy Dwór z Jaźwinkami i Lubożerdniami otrzymał Józef Niemirowicz-Szczytt (1854-1921[17]), żonaty z Marią z Kieniewiczów.

Ostatnim dziedzicem Kożangródka był syn Iścisława i Aleksandry z Mogilnickich – Kazimierz Niemirowicz-Szczytt (1901–1940).
Podczas okupacji hitlerowskiej, w marcu 1942 roku Niemcy utworzyli getto dla żydowskich mieszkańców. Przebywało w nim około 1000 osób. 18 sierpnia 1942 roku Niemcy zlikwidowali getto, a Żydów zamordowali.
Atrakcją turystyczną Kożangródka jest znajdujący się na terenie dawnego parku 500-letni dąb – olbrzym, jedno z najstarszych drzew na Białorusi. Wg miejscowego przekazu poeta Adam Mickiewicz, w czasie swojego pobytu u Niemirowiczów-Szczyttów w drodze na Ukrainę, upodobał go sobie na miejsce odpoczynku.

## Urodzeni w Kożangródku
- Krzysztof Niemirowicz-Szczytt – ziemianin, poseł na Sejm
- Kazimierz Niemirowicz-Szczytt – ostatni dziedzic dóbr kożangródzkich, polski lekarz psychiatra
- Janusz Rzeszewski – polski reżyser